# Зияуддинхан ибн Эшон Бабахан
Зияуддинхан ибн Эшон Бабахан (1908—1982) — исламский религиозный деятель, проповедник, учёный-богослов, шейх-уль-ислам. Второй председатель Духовного управления мусульман Средней Азии и Казахстана (САДУМ). Муфтий пяти республик (1957—1982).

## Биография

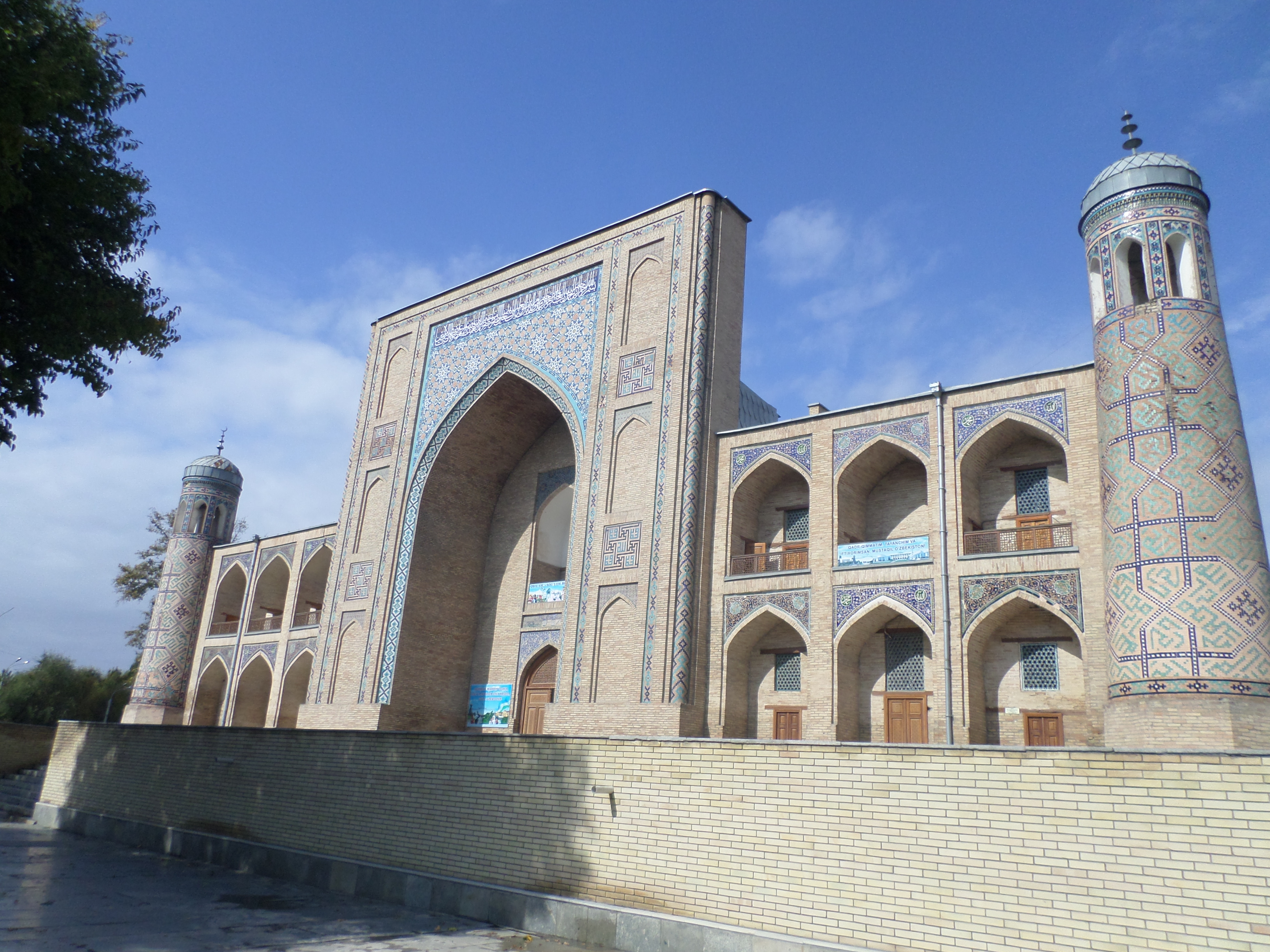
Медресе Кукельдаш — альма-матер Зияуддинхана ибн Эшона Бабахана

Зияуддинхан ибн Эшон Бабахан (Зияуддинхан Бабаханов) родился 8 января 1908 года в городе Ташкенте, административном центре Сырдарьинской области Российской империи (ныне столица Республики Узбекистан) в семье известного исламского религиозного деятеля Эшона Бабахана. С ранних лет он посещал лекции своего отца и вместе с его студентами учил аяты Корана. Затем его наставником стал имам-хатыб мечети «Тилля-шейха» Хаким-кари. К двенадцати годам Зияуддинхан уже знал Коран наизусть, что позволило ему сосредоточиться на изучении тафсира и хадиса в медресе «Кукельдаш», куда его определил для дальнейшего обучения отец в 1920 году. С юных лет Зияуддинхан отличался прилежанием и тягой к знаниям. Когда его сверстники после занятий шли отдыхать, он отправлялся в медресе «Баракхан», где брал дополнительные уроки у видного устаза шейха Алаутдинхана-Махдума. Но главным своим учителем Зияуддинхан ибн Эшон Бабахан всегда считал учёного-богослова Мухаммада ибн Саида ибн Абдель Вахед аль-Асали аш-Шами ат-Тарабулуси, переехавшего в Ташкент из Сирии в двадцатые годы XX века. Именно под его влиянием сформировалось мировоззрение молодого Зияуддинхана, его приверженность учению о хадисах имама аль-Бухари, которому он оставался верен до конца своих дней. В совершенстве Зияуддинхан овладел и наукой тафсира и скоро стал одним из самых известных в богословской среде молодых кари.
По окончании медресе Зияуддинхан ибн Эшон Бабахан служил имамом-хатыбом в ташкентских мечетях. Это было трудное время: в эпоху расцвета воинствующего атеизма религия вытеснялась из образовательного процесса, закрывались мечети и медресе, духовенство подвергалось преследованиям. Постепенно одним из немногих оставшихся очагов духовной жизни в Ташкенте стала мечеть Тилля-шейха, где имамом служил Эшон Бабахан. Зияуддинхан активно помогал отцу во всех делах. В 1928 году семья Бабахановых подверглась преследованиям. Её имущество было конфисковано, а Эшон Бабахан со своими старшими сыновьями некоторое время вынужден был скрываться. В 1941 году во время очередной волны репрессий Зияуддинхан вместе со своим отцом был арестован по обвинению в религиозном наставничестве, но уже в октябре 1941 года дело в отношении Бабахановых было прекращено.
В первые два самых тяжёлых года Великой Отечественной войны отношение к религии в СССР стало меняться. Политика воинствующего атеизма сменилась религиозной терпимостью. В это время начинается возрождение ислама в Средней Азии, и одну из самых значительных ролей в этом процессе сыграли Бабахановы. Шейх Эшон Бабахан и его сын Зияуддинхан-кари в первой половине 1943 года выступили в числе главных инициаторов процесса ускорения объединения мусульман Средней Азии и Казахстана. На состоявшемся в октябре 1943 года первом курултае мусульман было создано Духовное управление мусульман Средней Азии и Казахстана, ответственным секретарём которого был избран Зияуддинхан ибн Эшон Бабахан. Зияуддинхан был также единогласно избран казием Узбекистана.
Казият Узбекистана являлся наиболее деятельным структурным подразделением САДУМ. Его работа оказала огромное влияние на становление духовных исламских объединений в других республиках Средней Азии и Казахстане. Казий Узбекистана Зияуддинхан ибн Эшон Бабахан приложил огромные усилия для преодоления духовной разобщённости мусульман советского востока. Его подвижническая деятельность была направлена на решительную борьбу за чистоту ислама, на распространение и повсеместное утверждение его идей, очищение от ереси и любых других отклонений от религиозных принципов, предписанных Кораном и Сунной. Под его непосредственным руководством были подготовлены фетвы по самым насущным вопросам шариата. С 1947 года началась активная проповедническая и просветительская работа на страницах учреждённого журнала «Мусульмане Советского Востока». Кроме того, в годы войны Зияуддинхан выступил инициатором создания постоянного Комитета для оказания материальной помощи и моральной поддержки семьям фронтовиков, родственникам погибших и пропавших без вести воинов, вёл активную деятельность по сбору средств и материальных ценностей для нужд фронта. Под руководством Зияуддинхана в 1943 году началось восстановление мечетей. К концу 1947 года число действующих учреждений культа в Узбекистане достигло 79.
В 1947 году ответственный секретарь САДУМ и казий Узбекистана Зияуддинхан-кари был направлен на стажировку в арабские страны. Целью его поездки были как учёба в престижном каирском университете «Аль-Азхар», так и установление международных контактов САДУМ с исламским миром. После окончания обучения и посещения Мекки и Медины Зияуддиинхан был посвящён в сан шейх-уль-ислам. После возвращения в СССР в 1948 году на втором курултае мусульман Средней Азии и Казахстана он был избран заместителем председателя САДУМ. По поручению духовного управления мусульман он проделал огромную работу по подготовке Положения о работе мечетей. Этот документ строго регламентировал деятельность служителей культа, что способствовало упорядочению функционирования духовных учреждений. Под его непосредственным руководством был реформирован порядок проведения Мавлида ан-Набий, а также внесены изменения в правила организации различных религиозных обрядов. Целью этих преобразований было исключение формализма из трактовки правил и норм шариата.
На третьем курултае мусульман, состоявшемся в июне 1957 года шейх Зияуддинхан ибн Эшон Бабахан был избран новым председателем САДУМ и муфтием пяти республик. Следуя путём, начертанным шейхом Бахауддином Накшбандом, и опираясь на «ас-Сахих» Аль-Бухари, он продолжил политику, направленную на укрепление устоев традиционного ислама, вёл непримиримую борьбу за его очищение от различных обычаев и ритуалов, признанных неисламскими. Зияуддинхан завершил дело своего отца, издав в 1957 году подготовленный им Коран, положив таким образом начало серийному изданию в СССР священной для мусульман книги. Он также принимал самое деятельное участие в подготовке второго (1960) и третьего (1968) издания Корана. По инициативе шейха Зияуддинхана на арабском языке были изданы книги имама аль-Бухари «Aль-Джами ас-Сахих» и «Аль-Адаб-аль-Муфрад».
Стремительно рос и международный авторитет шейха Зияуддинхана. Его всё чаще приглашали в качестве докладчика на престижные исламские конференции (Конференция по разрядке напряженности в мусульманском мире (Дели, 1955); очередная сессия Исламского конгресса (Багдад, 1962); VII конгресс Академии исламских исследований (Каир, 1971); сессия Высшего совета мечетей (Мекка, 1976); Первая конференция мусульман Азии (Карачи,1978) и многие другие). Позднее муфтий Зияуддинхан выступал и в качестве одного из организаторов исламских съездов (Самаркандская конференция 1974 года, посвященная 1200-летнему юбилею имама аль-Бухари, Ташкентские конференции 1976 года «Претворение в жизнь учения Корана и Сунны в современных условиях» и 1980 года, посвященная наступлению XV века хиджры, Конференции мировых религий в Москве в 1977 и 1982 годах).
Деятельность муфтия пяти республик способствовала становлению и укреплению международных связей мусульманских организаций СССР, росту их авторитета в исламском мире. В 1962 году на конференции мусульман четырёх духовных управлений СССР было принято решение о создании Отдела международных связей мусульманских организаций СССР, руководителем которого был избран шейх Зияуддинхан ибн Эшон Бабахан. В короткое время под его руководством были установлены дипломатические, религиозные, культурные и экономические связи с исламскими странами Азии и Африки. Журнал «Мусульмане Советского Востока» стал издаваться на четырёх языках, благодаря чему голос мусульман СССР был услышан во всём мире. Под руководством шейха Зияуддинхана был также издан альбом «Мусульмане в Стране Советов» на арабском и английском языках. В качестве руководителя Отдела международных связей мусульманских организаций СССР Зияуддинхан активно участвовал в урегулировании индо-пакистанского конфликта. Его личный авторитет в немалой степени способствовал достижению мира. Не случайно подписание мирного договора между Индией и Пакистаном в январе 1966 года состоялось в Ташкенте. Большой международный резонанс имел и организованный им визит в Узбекистан главного шейха каирского университета «Аль-Азхар» доктора Мухаммада ибн Мухаммада аль-Фаххама в сентябре 1970 года.
Шейх Зияуддинхан ибн Эшон Бабахан продолжил дело своего отца по становлению исламского образования в СССР. Несмотря на большие трудности, сопровождавшие этот процесс, ему удалось добиться от советских властей разрешения на открытие первого в СССР высшего исламского образовательного учреждения. В 1971 году в здании мечети Намазгох в Ташкенте начал работу Исламский институт имени имама аль-Бухари.
Шейх Зияуддинхан ибн Эшон Бабахан вёл также активную общественную жизнь. Он был членом Всемирного Совета Мира, Организации Исламская Конференция, Всемирного Верховного Совета по мечетям, Советского и Узбекского Комитетов защиты мира, Советского и Узбекского Фондов защиты мира, Комитета солидарности стран Азии и Африки, членом правления Советского и Узбекского обществ дружбы и культурной связи с зарубежными странами. Его заслуги в деле служения исламу, миротворческие усилия и деятельность по укреплению авторитета СССР в исламском мире были оценены орденами «Знак Почёта» и «Дружбы народов», а также высокими иностранными наградами.
В октябре 1982 года по состоянию здоровья Зияуддинхан вышел в отставку и 23 декабря 1982 года скончался. По решению узбекского правительства его похоронили в Ташкенте в мавзолее Каффаля Шаши.

## Оценки и мнения
С высоты нынешнего своего положения, опыта жизни и работы в качестве муфтия и председателя СМР я понимаю, что шейх Зияуддинхан был по настоящему мудрым и прозорливым руководителем, талантливым педагогом и наставником. Он чётко сформировал, и в течение всей своей жизни доводил до своих учеников из республик бывшего СССР правильную стратегию жизни: везде, в любых условиях быть образцом соблюдения шариата и тариката, то есть быть настоящим мусульманином, личным примером самоотверженного служения Аллаху пробуждать религиозные чувства мусульман, укреплять их веру в Ислам. Муфтий говорил: «Мы помогли вам развить вашу духовность, дали знания для выбора правильного пути в Исламе — это путь ханафитского суннизма, обогащённого трудами имама аль-Бухари и Бахауддина Накшбанди»— Председатель Совета муфтиев России Равиль Гайнутдин

Шейх Зияуддинхан ибн Эшон Бабахан — человек высокой культуры и большого обаяния. Учитель целого поколения учителей, богословов с глубоким знанием и опытом. Устад, обладавший огромным мастерством. Мы считали его чутким педагогом, к которому обращались как к самому близкому человеку, зная, что непременно получим верный совет и необходимую поддержку— Председатель Управления мусульман Кавказа Аллахшукюр Пашазаде

## Память
Именем шейха Зияуддина ибн Эшона Бабахана названы мечеть и улица в Ташкенте

## Награды
- Орден «Олий даражали Имом Бухорий» (27 июня 2023 года, Узбекистан, посмертно) — за многолетнюю плодотворную работу по развитию исламской культуры и науки, продвижение гуманистических идей исламской религии, исследованию бесценных трудов наших знаменитых учёных, установление и укрепление единства и согласия между народами[4].
- Орден Дружбы народов.
- Орден «Знак Почёта».